# Grete Heckscher
Grete Heckscher (Copenhague, 8 de noviembre de 1901-Horne, 6 de octubre de 1987) fue una deportista danesa que compitió en esgrima, especialista en la modalidad de florete. Participó en los Juegos Olímpicos de París 1924, obteniendo una medalla de bronce en la prueba individual.

## Palmarés internacional
| Juegos Olímpicos | Juegos Olímpicos | Juegos Olímpicos  | Juegos Olímpicos   |
| Año              | Lugar            | Medalla           | Prueba             |
| ---------------- | ---------------- | ----------------- | ------------------ |
| 1924             | París (Francia)  | Medalla de bronce | Florete individual |